# Elena Tejada
Elena Tejada   (La Rioja) és una agent de policia infiltrada amb el sobrenom d'Aranzazu Berradre Marín, que forma part de la Policia Nacional espanyola des de 1989. La seva infiltració en el moviment abertzale s'inicià el setembre de 1992 quan tenia 22 anys fent-se passar per membre d'un grup de titellaires i treballadora d'una discoteca, tapadora amb la qual aconseguí entrar en moviments populars de Donostia. Posteriorment, passà per l'herriko taberna d'Herri Batasuna a la part antiga de la ciutat on entrà entorn de Jarrai. Aconseguí entrar a ETA presentant-se com a militant del Moviment d'Objecció de Consciència de Logronyo. Al llarg de la seva infiltració de sis anys en el comando Donostia d'ETA llavors liderat per Sergio Polo Escobés i Kepa Etxebarria Sagarzazu, en propicià la caiguda i desarticulació, alhora que també es mogué per entorns del moviment antisistema i antimilitarista. Fou l'única dona que convisqué amb el comando i arribà a aprendre euskera per millorar la seva coartada. No consta que participés en la comissió de cap de les accions ni atemptats d'ETA en aquells anys.
Una de les seves accions més destacades fou aconseguir que el comando donostiarra entrés al seu pis del carrer Urbieta, el qual hi havien instal·lat micròfons, i que fou una font ideal per ser escoltats a pocs metres per agents de la policia. Elena tingué diversos habitatges més al Passeig de Zubiaurre, a Marbil i a la llera de l'Igeldo. Fou descoberta, segons la revista Ardi Beltza, quan a partir del testimoni d'un home de La Rioja que coneixia l'agent de policia, va comprovar la placa del seu vehicle Hyundai accidentat per fer-se amb el nom real de l'agent de policia. Aquell any 2000 fou la primera vegada que un mitjà de comunicació revelava l'existència d'un talp dins d'ETA. Després de ser descoberta, Elena Tejada fou traslladada a Ceuta, Melilla, Pamplona i també a Barcelona, amb el darrer destí conegut Andorra.
L'11 d'octubre de 2024 s'estrenà la pel·lícula La Infiltrada basada en la infiltració d'Elena Tejada i en la qual el comissari Fernando Sainz Merino alias "L' Inhumà" participà en la creació del guió. El 14 d'octubre de 2024 es publicà la novel·la La piel de los tártaros de Belén Rodríguez Patiño, basada també en la infiltració.

## Infiltració
La seva carrera professional començà quan estudiava a l'acadèmia de Policia d'Àvila i el comissari Fernando Sainz Merino, àlies l'Inhumà es fixà en ella per la seva habilitat de suportar treballs "psicològicament més resistents". Elena trencà tots els vincles amb el seu entorn i inicià llavors la seva missió d'infiltració endinsant-se en moviments socials i creant uns antecedents que li servissin per convèncer l'entorn d'ETA.
El comissari Fernando Sainz Merino era conegut per casos de tortura tant a Catalunya com al País Basc. L'any 1980 tres independentistes de l'Exèrcit Popular Català van denunciar-lo per tortures a la Prefectura de Via Laietana juntament amb quatre agents més, tot i que el judici mai va arribar a produir-se. A més, Sainz Merino, a inicis dels anys 90 fou destinat a dirigir la Policia espanyola en Guipúscoa, i des d'allà compartiria tasques repressives amb el general de la Guàrdia Civil Enrique Rodríguez Galindo, que llavors estava al capdavant de la Comandància d'Intxaurrondo el qual participà en el terrorisme d'Estat com a membre dels Grups Antiterroristes d'Alliberament i que seria condemnat pel segrest, tortura i assassinat dels joves José Antonio Lasa i José Ignacio Zabala.
Elena Tejada no acceptà cap feina inicial i es traslladà a Sant Sebastià acceptant feines a carnisseries o de cuidadora de nens dels amics abertzales que anava fent. Seria estant en un dels negocis d'un abertzale que un captador de l'organització d'ETA se li acostà per donar-li les primeres instruccions de ser a un lloc i a una hora concreta a la platja de La Concha. El 1997, un dels cambrers de l'herriko taberna li entregà una nota escrita per José Javier Arizcuren Ruiz, cap militar d'ETA, el que significava que ja havia estat captada. Les cites posteriors s'anaren repetint fins que en una d'elles aparegué Kepa Etxebarria com a membre del comando Donosti.
El comissari Fernando Sainz "L'Inhumà" va encarregar fins a 12 policies, als quals anomenà els Dotze Apòstols, que se situessin enfront de la casa on vivia Elena Tejada amb Kepa Etxebarria i Polo Escobés, que després seria cap del comando. A més, l'operació policial comptava amb un grup de sis agents dels GEO que podien entrar ràpidament si succeïa qualsevol imprevist. La integració d'Elena amb l'entorn abertzale era tal que els mateixos agents dels GEO dubtaren de la seva fiabilitat. A més, els agents de policia hagueren d'escoltar discussions entre els membres d'ETA, ja que Sergio Escobés, un dels membres més incontrolables, volia abusar i exercir el "dret de cuixa" amb Elena i Etxebarria li ho impedia.
Gràcies a la informació facilitada per l'agent infiltrada es pogueren descobrir preparacions d'atemptats contra un jutge, un dirigent del PP, també del PSOE, contra alguns militars del quarter de Loyola i també reberen informació de com la treva d'ETA pactada amb el llavors govern de José María Aznar era una trampa.
La detenció de José Javier Arizkuren Ruiz (Kantauri), membre de la direcció de la banda a França, va fer que Polo Escobés i Kepa Etxebarria volguessin fugir a França. Tots dos acabaren detinguts el 10 de març del 1999, quan es disposaven a passar a França. Kepa Etxebarria Sagarzazu va ser sentenciat a dues penes de presó per integració en banda armada i per l'intent d'assassinat d'un funcionari de la presó donostiarra de Martutene el 1997. Sergio Polo Escobés va ser condemnat a 287 de presó per quatre atemptats, amb tres víctimes mortals. Elena Tejada finalitzà la infiltració el març de 1999.
Després de l'operació, Elena Tejada fou convidada al palauet de la Castellana número 5 on la rebria el llavors ministre Jaime Mayor Oreja el qual li oferí en compensació pels serveis prestats. Elena, però rebutjà qualsevol càrrec, i davant la insistència, demanà tan sols un vehicle Ford Fiesta blanc amb el qual pretenia fer més amè el viatge des d'on vivia fins a la comissaria on havia estat destinada a finals dels anys 90. També acceptà la Medalla al Mèrit Policial.
Després de la reunió al Ministeri de l'Interior se la va condecorar amb la Creu de Distintiu Blanc i se li va donar destí als serveis de Seguretat de l'Ambaixada d'Andorra, però dos membres de la revista Ardi Beltza l'any 2000 van localitzar els pares i les dues germanes a Logronyo. El seu oncle també havia estat policia, el seu pare treballava a la porteria d'un edifici de la capital de La Rioja i tots els seus intents per despistar els abertzales van ser inútils. Abans d'aquests fets, fins i tot havia tornat alguna vegada a les herriko tabernas que freqüentava, aparentant estar espantada per les detencions dels seus companys.
Elena mai va conèixer els dotze agents de la policia que li donaren suport, i tampoc, posteriorment, volgué trobar-se amb ells, ja que no s'hi sentia còmoda. Durant molt de temps es valorà mantenir Elena com a infiltrada, però es desestimà quan tot d'herriko tabernas acabaren empaperades amb la foto i l'epígraf "Se busca traidora" sobre ella, el que precipità que acabés marxant després de diverses destinacions a Andorra on formà una família i seguí en actiu.
No ha pogut mai revelar la seva identitat real i segueix sense fer cap mena d'aparició pública ni declaració des de llavors, i es presumeix que els seus fills i entorn laboral tampoc l'han reconegut degut també al seu caràcter discret.